# سوسومو واتانابه
سوسومو واتانابه (انگلیسی: Susumu Watanabe؛ زادهٔ ۱۰ اکتبر ۱۹۷۳) بازیکن فوتبال اهل ژاپن است.
از باشگاه‌هایی که در آن بازی کرده‌است می‌توان به باشگاه فوتبال کونسادول ساپورو اشاره کرد.